# Puy de la Cède
Le puy de la Cède est un sommet des monts du Cantal dans le Massif central.

## Géographie
Le puy est situé entre les communes de Saint-Jacques-des-Blats et de Brezons, au sud-ouest du Plomb du Cantal.

## Activités

### Protection environnementale
Le puy est inclus dans le site Natura 2000 « Massif cantalien », dans la ZNIEFF de type 2 « Monts du Cantal », ainsi que dans la ZNIEFF de type 1 « Plomb du Cantal et Prat-de-Bouc ».

### Randonnée
Le sentier de grande randonnée 400 et le sentier de grande randonnée 465 l'approchent sur son versant occidental.